# Harry Barber
Harry Gardner Barber (ur. 20 kwietnia 1871 w Hiram, zm. 27 stycznia 1960 w Waszyngtonie) – amerykański entomolog, specjalizujący się w hemipterologii.

## Życiorys
Harry Gardner Barber urodził się 20 kwietnia 1871 roku w Hiram w stanie Ohio. W 1881 roku jego ojciec dostał pracę jako wykładowca greki i łaciny na Uniwersytecie Nebraski w Lincoln i tam też przeprowadziła się rodzina. W 1893 roku Harry ukończył studia na tymże uniwersytecie. W latach 1893–1895 zatrudniony był na Wydziale Entomologii jak asystent Lawrence’a Brunera. W 1895 roku otrzymał tytuł magistra na Uniwersytecie Nebraski w Lincoln. W 1896 roku był nauczycielem w liceum w Nebraska City. W 1897 i 1898 roku pracował w Bussey Institute na Uniwersytecie Harvarda. W 1989 roku otrzymał tytuł magistra tej uczelni. Od 1989 do 1930 roku nauczał biologii w DeWitt Clinton High School w Nowym Jorku. W 1930 roku odszedł na emeryturę i od razu zatrudniony został przez Departament Rolnictwa Stanów Zjednoczonych w Narodowym Muzeum Historii Naturalnej w Waszyngtonie jako specjalista od taksonomii pluskwiaków różnoskrzydłych. Pracował tam do 1942 roku, po czym przeprowadził się do Roselle w stanie New Jersey. W 1949 roku zmarła jego żona, co skłoniło go do powrotu do Waszyngtonu. W 1950 roku został współpracownikiem Wydziału Badań Entomologicznych Departamentu Rolnictwa Stanów Zjednoczonych. Zmarł w Waszyngtonie 27 stycznia 1960 roku.
Był żonaty z Blanche E. Davis, którą poznał w czasie pracy w liceum w Nebraska City. Nie mieli dzieci, jednak wychowywali młodszego brata Harry’ego, Richarda.

## Praca naukowa
Harry Barber jest autorem 110 publikacji naukowych dotyczących niemal wyłącznie pluskwiaków różnoskrzydłych, zwłaszcza ich taksonomii i faunistyki. W szczególności specjalizował się w rodzinie zwińcowatych. Tylko w 1894 roku napisał dwie prace spoza tej tematyki – checklistę motyli Nebraski oraz jedną dotyczącą entomologii stosowanej. Opisał liczne nowe dla nauki taksony pluskwiaków; ich wykaz zebrał w 1960 roku Peter D. Ashlock. Badania terenowe prowadził nie tylko w kontynentalnych Stanach Zjednoczonych, ale także w Portoryko, na Wyspach Dziewiczych Stanów Zjednoczonych, Kubie i Mikronezji.
W 1906 roku znalazł się wśród 364 pierwszych członków Entomological Society of America. W 1957 roku otrzymał w nim tytuł członka emerytowanego.